# Дубровин, Владимир Евгеньевич
Владимир Евгеньевич Дубровин (8 декабря 1930)— российский конструктор в области радиотехники, радиолокации и вычислительной техники, конструктор автоматизированных бортовых СУ РК, лауреат Ленинской премии (1983) и Государственной премии СССР (1972), член корреспондент РАРАН.

## Биография
Родился 08 декабря 1930 в г. Нижнем Новгороде в семье инженера завода.
Окончил Горьковский государственный университет им. Лобачевского (1953).
Работал на инженерных и конструкторских должностях на предприятиях оборонной промышленности, в том числе в ОКБ-304 и КБ завода «Импульс».
В 1985—1996 гг. генеральный директор ГНПП «Дельта». С 1996 г. советник — заместитель генерального директора ГНПП «Дельта».
Кандидат технических наук (1987). Автор научных трудов и изобретений по проблемам создания радиолокационных и радиотехнических систем для ракет и боеприпасов.
Конструктор автоматизированных бортовых СУ РК. Главный конструктор взрывателей для ракет 9М79Ф/9М79-1Ф.

## Награды и звания
- Лауреат Ленинской премии (1983) - за создание высокоточноговооружения (ВТО) в составе коллектива: Ю. М. Андрианов, В. С. Вишневский, Л. И. Дмитриев, В. Е. Дубровин, Г. М. Зверев, Б. С. Фиолетов.
- Лауреат Государственной премии СССР (1972) — за работы по модернизации С-125 в составе коллектива: В. М. Балдин, С. А. Бычков, В. Е. Дубровин, Б. С. Коробов, Ю. И. Малетин, Г. И. Мейтин, Е. И. Никифоров, Б. Н. Перовский, В. М. Толоконников, О. И. Шкварников.